# Eschborn–Frankfurt 2025
Eschborn–Frankfurt 2025 war die 62. Austragung des deutschen Eintagsrennens. Das Rennen fand am 1. Mai 2025 statt und ist Teil der UCI WorldTour 2025.

## Teilnehmende Mannschaften und Fahrer
Neben 15 UCI WorldTeams gingen auch 4 UCI ProTeams bei dem Rennen an den Start. Für jede Mannschaft waren sieben Fahrer startberechtigt.
Mit Søren Kragh Andersen (Lidl-Trek), Jasper Philipsen (Alpecin-Deceuninck) und Pascal Ackermann (Israel-Premier Tech) nahmen drei ehemalige Sieger an der 62. Austragung teil.
Als Favoriten galten bergfeste und endschnelle Fahrer wie Thibau Nys (Lidl-Trek), Ben Healy, Michael Valgren, Alex Baudin (alle EF Education-EasyPost), Maxim Van Gils, Roger Adrià (beide Red Bull-Bora-hansgrohe), Maximilian Schachmann, Paul Magnier (Soudal Quick-Step), Julian Alaphilippe (Tudor Pro Cycling Team), Tim Wellens, António Morgado, Nils Politt (alle UAE Team Emirates-XRG), Magnus Cort Nielsen, Tobias Halland Johannessen (beide Uno-X Mobility), Simone Velasco (XDS Astana Team), Alex Aranburu, Dylan Teuns (beide Cofidis), Alexei Luzenko, Stephen Williams (beide Israel-Premier Tech), Iván García Cortina (Movistar Team), Olav Kooij (Team Visma-Lease a Bike) und Tobias Lund Andresen (Team Picnic PostNL).
| UCI WorldTeams | UCI WorldTeams                  | UCI WorldTeams | UCI WorldTeams          | UCI WorldTeams | UCI WorldTeams          | UCI ProTeams | UCI ProTeams           |
| -------------- | ------------------------------- | -------------- | ----------------------- | -------------- | ----------------------- | ------------ | ---------------------- |
| ADC            | Alpecin-Deceuninck              | IGD            | Ineos Grenadiers        | DFP            | Team Picnic PostNL      | IPT          | Israel-Premier Tech    |
| ARK            | Arkéa-B&B Hotels                | GFC            | Intermarché-Wanty       | TVL            | Team Visma-Lease a Bike | Q36          | Q36.5 Pro Cycling Team |
| TBV            | Bahrain Victorious              | LTK            | Lidl-Trek               | UAD            | UAE Team Emirates-XRG   | TUD          | Tudor Pro Cycling Team |
| COF            | Cofidis                         | MOV            | Movistar Team           | XAT            | XDS Astana Team         | UXM          | Uno-X Mobility         |
| DAT            | Decathlon AG2R La Mondiale Team | RBH            | Red Bull-Bora-hansgrohe |                |                         |              |                        |
| EFE            | EF Education-EasyPost           | SOQ            | Soudal Quick-Step       |                |                         |              |                        |
| GFC            | Groupama-FDJ                    | JAY            | Team Jayco AlUla        |                |                         |              |                        |

## Streckenführung
Insgesamt mussten 198,7 Kilometer und über 3000 Höhenmeter zwischen Eschborn und Frankfurt zurückgelegt werden, wobei sich die Strecke im Vergleich zum Vorjahr nur gering verändert hatte. Das Rennen startete in Eschborn in der Nähe des ehemaligen Militärflugplatzes und führte zunächst direkt nach Frankfurt, wo die Ziellinie nach wenigen Kilometern das erste Mal überquert wurde. Anschließend führte die Strecke Richtung Norden in den Taunus, wo nach 41,35 Kilometern des Rennens der höchste und längste Anstieg des Rennens, der Feldberg (833 m), überquert wurde. Nun folgte eine lange Abfahrt mit mehreren Gegensteigungen, die nach Eppstein führte. Über Kelkheim und Sulzbach gelangten die Fahrer zum Mammolshain (371 m), der als Herzstück der Strecke insgesamt dreimal befahren werden musste und nach 86,7 Kilometern das erste Mal überquert wurde. Im Anschluss drehten die Fahrer eine kleine Runde über Kronberg und Sulzbach, ehe die zweite Auffahrt des Mammolshain etwa zur Hälfte der Renndistanz erfolgte. Im Anschluss führte die Strecke erneut auf den Feldberg, der nach 111,5 Kilometern zum zweiten Mal erreicht wurde. Nachdem die Abfahrt über Eppstein ein weiteres Mal absolviert worden war, stellte der Mammolshain die letzte Schwierigkeit der Streckenführung dar. Der höchste Punkt des Anstiegs wurde 34,9 Kilometer vor dem Ziel passiert, ehe die Fahrer über Kronberg und Eschborn nach Frankfurt gelangten, wo zwei Runden auf einem 6,7 Kilometer langen Rundkurs absolviert werden musste. Die Ziellinie befand sich neben der Alten Oper.
| # |             | km    | Höhe  | Länge (km) | Ø Steigung |
| - | ----------- | ----- | ----- | ---------- | ---------- |
| 1 | Feldberg    | 41,3  | 857 m | 11         | 4,8 %      |
| 3 | Mammolshain | 86,7  | 371 m | 2,3        | 8,3 %      |
| 4 | Mammolshain | 101,5 | 371 m | 2,3        | 8,3 %      |
| 5 | Feldberg    | 111,5 | 857 m | 7,6        | 6,5 %      |
| 8 | Mammolshain | 163,8 | 371 m | 2,3        | 8,3 %      |
|   | Ziel        | 198,7 |       |            |            |

## Rennverlauf & Ergebnis
| Platz | Fahrer              | Nation | Team                    | Zeit                  |
| ----- | ------------------- | ------ | ----------------------- | --------------------- |
| 01.   | Michael Matthews    | AUS    | Team Jayco AlUla        | 4:38:33 h (42,8 km/h) |
| 02.   | Magnus Cort Nielsen | DEN    | Uno-X Mobility          | "                     |
| 03.   | Jon Barrenetxea     | ESP    | Movistar Team           | "                     |
| 04.   | Neilson Powless     | USA    | EF Education-EasyPost   | "                     |
| 05.   | Frederik Wandahl    | DEN    | Red Bull-Bora-hansgrohe | "                     |
| 06.   | Albert Philipsen    | DEN    | Lidl-Trek               | "                     |
| 07.   | Stefano Oldani      | ITA    | Cofidis                 | "                     |
| 08.   | Marc Hirschi        | SUI    | Tudor Pro Cycling Team  | "                     |
| 09.   | Nico Denz           | GER    | Red Bull-Bora-hansgrohe | "                     |
| 010.  | Warren Barguil      | FRA    | Team Picnic PostNL      | "                     |

## Vergabe der UCI-Punkte
Eschborn–Frankfurt 2025 ist Teil der UCI WorldTour 2025. Nach dem Rennen wurden UCI-Punkte vergeben, die sich auf die Platzierung der Fahrer und Mannschaften im UCI-Ranking auswirkten. Die Punktevergabe erfolgte nach folgendem Schlüssel:
| Platzierung  | 1.  | 2.  | 3.  | 4.  | 5.  | 6.  | 7. | 8. | 9. | 10. | Anmerkung                              |
| ------------ | --- | --- | --- | --- | --- | --- | -- | -- | -- | --- | -------------------------------------- |
| Tageswertung | 300 | 250 | 215 | 175 | 120 | 115 | 95 | 75 | 60 | 50  | gestaffelt bis zum 60. Platz (1 Punkt) |